# A.C.A.B. – All Cops Are Bastards
A.C.A.B. – All Cops Are Bastards ist ein italienisch-französisches Filmdrama aus dem Jahr 2012.

## Handlung
Die Bereitschaftspolizisten einer italienischen Elitetruppe halten zusammen und schützen einander auch bei Fehlverhalten durch fehlerhafte Berichte. Dadurch bleiben sie von Konsequenzen verschont. Erst als der Sohn eines Einsatzleiters in die rechtsextreme Szene gerät und gleichzeitig ein Neuling in der Truppe Mut zur Wahrheit zeigen möchte, gerät alles ins Wanken.

## Kritik
„Kontroverses Drama um Gewalt, Gegengewalt und deren Gewichtung innerhalb der Instanzen. Der Film nimmt für keine Seite Partei, konstatiert Korruption und Mordlust auf beiden Seiten und lässt keinen Raum für Helden. Ein spannender Diskurs über Mechanismen sinnloser, mitunter sanktionierter Gewalt.“